# Lisse-en-Champagne
Lisse-en-Champagne  là một xã thuộc tỉnh Marne trong vùng Grand Est đông nam nước Pháp. Xã này nằm ở khu vực có độ cao trung bình 126 mét trên mực nước biển.